# International Darts League
Die International Darts Open war ein Major-Turnier des Darts, das von der British Darts Organisation (BDO) und der World Darts Federation (WDF) ausgerichtet wurde. Das Turnier wurde in Nijmegen in den Niederlanden ausgetragen und von Raymond van Barneveld dominiert. Der Niederländer gewann das Turnier bei fünf Auflagen insgesamt drei Mal. Gary Anderson gewann die letzte Auflage im Jahr 2007. In diesem Jahr wurden zudem zwei Neundarter erzielt.
Ausgetragen im Mai, war das Turnier Teil des sogenannten „BDO Grand Slam“, wodurch es neben der Weltmeisterschaft, dem World Masters und der World Darts Trophy zu den wichtigsten Turnieren der BDO zählte.
Zu Beginn war die Teilnahme an der International Darts League BDO-Spielern vorbehalten, doch nach dem Wechsel zur PDC seitens van Barneveld entschied sich der niederländische Fernsehsender SBS 6 2006 fünf Spieler ohne WDF-Mitgliedschaft zudem Turnier einzuladen. So sollte das Interesse an dem Event gewahrt werden. Nachdem weitere Spieler, wie Jelle Klaasen oder Michael van Gerwen ebenfalls zur PDC gewechselt waren, entschied man sich 2007 die Anzahl an Einladungen auf 20 anzuheben. Dies geschah unter Zustimmung von Schoofs Management & Events/Maximum Score, dem Besitzer und Vermarkter des Turniers.

## Ende des Turniers
Gegen Ende des Jahres 2007 gab der Vorsitzende der PDC, Barry Hearn bekannt, dass deren Spieler nicht an der für 2008 geplanten International League und World Trophy teilnehmen würden. In der Folge zog sich SBS 6, in Sorge das Turnier würde ohne die größten Namen des Sports nicht genügend Einschaltquote generieren, von der Berichterstattung zurück.
Die Turnierverantwortlichen waren daraufhin bemüht, den Fortbestand des Turniers gerichtlich abzusichern. So argumentierte man, die Teilnahme von PDC-Spielern sei mit PDC und SBS 6 vertraglich abgesichtert gewesen. Das zugehörige Verfahren verlor man jedoch schließlich am 21. Februar 2008, woraufhin das Turnier bis auf Weiteres ausgesetzt wurde. Mit der gescheiterten Berufung am 29. April 2008 wurden sowohl die International League als auch die World Trophy für eingestelt erklärt. Im Gegensatz zur World Trophy erhielt die International League nie eine Neuauflage.

## Format
Das Turnier wurde stets mit 32 Teilnehmern gespielt. Dabei wurde mit einer Gruppenphase, bestehen aus acht Gruppen à vier Spielern gestartet. Hier wurde im Modus Best of 13 Legs gespielt. Die Sieger erhielten zwei Punkte, die Verlierer gingen leer aus. Die Erst- und Zweitplatzierten qualifizierten sich für das Achtelfinale. 2003 wurde ab dem Viertelfinale im Satzmodus weitergespielt. Im Finale mussten acht Sätze gewonnen werden. Ab 2004 wurde auch in der K.O.-Phase weiter im Legmodus gespielt. Im Finale mussten 13 Legs gewonnen werden.
Mit Ausnahme von 2005 wurde statt des Achtelfinals eine zweite Gruppenphase abgehalten. Erst ab dem Viertelfinale ging es im K.O.-Modus weiter.

## Finalergebnisse

### Herren
| Jahr | Austragungsort     | Sieger                | Ergebnis | Finalist     | Sponsor | Preisgeld | Preisgeld |
| Jahr | Austragungsort     | Sieger                | Ergebnis | Finalist     | Sponsor | Gesamt    | Sieger    |
| ---- | ------------------ | --------------------- | -------- | ------------ | ------- | --------- | --------- |
| 2003 | Triavium, Nijmegen | Raymond van Barneveld | 8:5 a    | Mervyn King  | Tempus  | 134.000 € | 30.000 €  |
| 2004 | Triavium, Nijmegen | Raymond van Barneveld | 13:5 b   | Tony David   | Tempus  | 134.000 € | 30.000 €  |
| 2005 | Triavium, Nijmegen | Mervyn King           | 13:11    | Tony O'Shea  | Tempus  | 134.000 € | 30.000 €  |
| 2006 | Triavium, Nijmegen | Raymond van Barneveld | 13:5     | Colin Lloyd  | Topic   | 134.000 € | 30.000 €  |
| 2007 | Triavium, Nijmegen | Gary Anderson         | 13:9     | Mark Webster | Topic   | 158.000 € | 30.000 €  |

### Jugend
| Jahr | Austragungsort    | Sieger | Ergebnis      | Finalist | Sponsor |      |                    |              |     |                |       |
| ---- | ----------------- | ------ | ------------- | -------- | ------- | ---- | ------------------ | ------------ | --- | -------------- | ----- |
| Jahr | Austragungsort    | Sieger | Ergebnis      | Finalist | Sponsor | 2006 | Triavium, Nijmegen | Sven van Dun | 6:4 | Pieter Collijn | Topic |
| 2007 | Pascal van Mourik | 6:5    | Richie George |          |         |      | Triavium, Nijmegen |              |     |                | Topic |

## Statistiken

### Neundarter
| Spieler     | Turnier, Runde        | Weg                             | Gegner                | Ergebnis |
| ----------- | --------------------- | ------------------------------- | --------------------- | -------- |
| Phil Taylor | 2007, 2. Gruppenphase | 3 × T20; 3 × T20; T20, T19, D12 | Raymond van Barneveld | Sieg     |
| Tony O'Shea | 2007, 2. Gruppenphase | 3 × T20; 3 × T20; T20, T19, D12 | Adrian Lewis          | Sieg     |

### Höchste Averages
Aufgeführt sind alle Averages von mindestens 105 Punkten.
| Average | Spieler               | Jahr | Runde           | Gegner             | Ergebnis |
| ------- | --------------------- | ---- | --------------- | ------------------ | -------- |
| 114,15  | Darryl Fitton         | 2004 | Gruppenphase    | Davy Richardson    | 6:0      |
| 110,13  | Mervyn King           | 2006 | Gruppenphase    | Gary Robson        | 6:1      |
| 108,99  | Gary Anderson         | 2007 | 2. Gruppenphase | Martin Adams       | 7:1      |
| 108,81  | Gary Anderson         | 2007 | Gruppenphase    | Mervyn King        | 6:1      |
| 107,97  | Gary Anderson         | 2007 | Viertelfinale   | James Wade         | 6:3      |
| 107,85  | Michael van Gerwen    | 2006 | 2. Gruppenphase | Martin Adams       | 7:6      |
| 106,89  | Martin Adams          | 2006 | 2. Gruppenphase | Michael van Gerwen | 6:7      |
| 106,23  | Michael van Gerwen    | 2006 | 2. Gruppenphase | Tony O'Shea        | 7:2      |
| 106,17  | Raymond van Barneveld | 2004 | Viertelfinale   | James Wade         | 6:2      |
| 105,96  | Darryl Fitton         | 2007 | 2. Gruppenphase | Phil Taylor        | 7:6      |
| 106,05  | James Wade            | 2007 | Viertelfinale   | Gary Anderson      | 3:6      |
| 105,21  | Martin Adams          | 2007 | 2. Gruppenphase | Gary Anderson      | 1:7      |
| 105,18  | Tony O'Shea           | 2006 | 2. Gruppenphase | Michael van Gerwen | 2:7      |

### Niedrigste Averages
Aufgeführt sind alle Average von weniger als 75 Punkten
| Average | Spieler               | Jahr | Runde        | Gegner                | Ergebnis |
| ------- | --------------------- | ---- | ------------ | --------------------- | -------- |
| 66,57   | Gary Robson           | 2003 | Gruppenphase | Erik Clarys           | 4:6      |
| 69,33   | Albertino Essers      | 2004 | Gruppenphase | Tony West             | 3:6      |
| 71,31   | Brian Derbyshire      | 2003 | Gruppenphase | Mervyn King           | 1:6      |
| 71,82   | Erik Clarys           | 2003 | Gruppenphase | Gary Robson           | 6:4      |
| 72,36   | Tony Martin           | 2005 | Gruppenphase | Tony O'Shea           | 0:6      |
| 73,11   | Tomas Seyler          | 2004 | Gruppenphase | Robert Wagner         | 2:6      |
| 73,35   | Marko Kantele         | 2005 | Gruppenphase | Raymond van Barneveld | 1:6      |
| 73,41   | Ross Montgomery       | 2007 | Gruppenphase | Martin Atkins         | 3:6      |
| 74,76   | Vincent van der Voort | 2003 | Gruppenphase | Shaun Greatbatch      | 3:6      |

## Deutschsprachige Teilnehmer
- Tomas Seyler
  - 2004: Gruppenphase (Niederlagen gegen  John Walton,  Robert Wagner und  Martin Atkins)